# Масив гірських порід
Масив, Масив гірських порід (англ. massif, block, solid mass, solid strata; нім. Massiv n, Gesteinskörper m)

## Визначення та загальний опис
- 1) Вихід на поверхню фундаменту древніх платформ, менш великих, ніж щит кристалічний. М. часто перекривалися морем.
- 2) Ділянка земної кори, що характеризується єдиними загальними умовами утворення і подібними інженерно–геологічними властивостями гірських порід, що його складають.

Масиви відрізняються особливостями залягання і мірою порушення (тріщинуватістю і блоковістю) г.п., мінералогічним складом, текстурою і пористістю г.п., наявністю рідких (вода, нафта, розсоли) і газоподібних (метан і ін.) включень, їх зв’язком з твердими складовими, а також показниками геомеханічного (діючі сили, напруження і деформації гравітаційного, тектонічного і техногенного походження) та фізичного стану (ерозійні процеси і ін.).
Виділення М.г.п. проводиться шляхом інж.-геол. і гідрогеол. досліджень, масштаби яких встановлюються в залежності від поставлених цілей при вирішенні наук. проблем і прикладних завдань розробки родов. корисних копалин.

## Область впливу виробки
Область впливу виробки – зона в оточуючому виробку масиві гірських порід, в якій внаслідок проведення виробки відбувається помітний перерозподіл напружень. Величина О.в.в. залежить від властивостей гірських порід, глибини розроблення, розмірів та форми виробки.

## Область знижених напружень
Область знижених напружень – зона в масиві гірських порід, в якій напруження в результаті проведення виробки зменшені у порівнянні з напруженнями в незайманому масиві. Величина цієї зони залежить від властивостей порід, глибини розробки, розмірів, форми і розташування виробки.

## Область підвищених напружень
Область підвищених напружень – зона в масиві гірських порід, в якій спостерігаються напруження, підвищені у порівнянні з напруженнями у незайманому масиві.